# Metallismus
Der Metallismus ist eine Geldtheorie, die den Geldwert allein vom Metallwert der Münzen abhängig machte. Gegensatz ist der Nominalismus. 

## Allgemeines
Das Suffix „-ismus“ kennzeichnet abstrakte geisteswissenschaftliche Denkrichtungen und deshalb in Verbindung mit dem Basiswort „Metall“ eine an Metallen ausgerichtete Lehrmeinung.

## Inhalt
Im Mittelalter wurden Münzen gewogen, um ihren Geldwert zu bestimmen. Mittelalterliche Autoritäten vermehrten bei Geldknappheit oft die Geldmenge, was zu einer Inflation führte. Um an Nennwerte unabhängig von einem konkreten Medium zu glauben, muss man Vertrauen in den Herausgeber des Geldes und in seine Fälschungssicherheit haben. Dies waren die Voraussetzungen für die Akzeptanz von Banknoten seit dem 19. Jahrhundert als historische – jedoch zunächst nicht wissenschaftliche – Überwindung des Metallismus.
Hierhinter verbarg sich die Auffassung, dass dem Geld ein Stoff- oder Metallwert innewohnen müsse, der den Geldwert bestimme. Bei den später aufkommenden Banknoten erstreckte der Metallismus deren Stoffwert auf die vorhandene Gelddeckung.
Der Metallismus zieht die Kurantmünzen den Scheidemünzen vor. Diese Haltung spielt bis heute bei Edelmetallen eine Rolle: Wenn der Währungsstandard auf einem Edelmetall beruht, spricht man von Monometallismus, wenn Gold und Silber verwendet werden, von Bimetallismus. Der Metallismus wird dem ökonomischen Realismus zugerechnet.

## Vertreter
Hauptvertreter der Lehre waren Werner Sombart und Walther Lotz. Karl Marx nannte Geld „ein bloßes Zeichen“ und offenbarte sich damit als Metallist. Im Jahre 1929 wurde ein Versuch einer Synthese zwischen Metallismus und Nominalismus unternommen. Er schlug fehl, denn heute beherrscht der Nominalismus die Geldtheorie.